# Gleanings
Gleanings è un album discografico compilation del musicista jazz John Coltrane, pubblicato solo in Giappone dall'etichetta discografica Nippon Columbia nel 1977.
Ormai fuori catalogo da molto tempo, si tratta di una raccolta di materiale risalente al 1963 e al 1965 inciso da Coltrane nel periodo nel quale era sotto contratto con la Impulse! Records. L'album venne pubblicato soltanto per il mercato nipponico.

## Tracce
1. Big Nick – 4:15
2. Vilia – 4:35
3. Dear Old Stockholm – 10:35
4. Nature Boy – 8:48
5. One Up One Down – 12:28

- Tracce registrate il 29 aprile 1963 e il 3 agosto 1965

## Musicisti
- John Coltrane – sassofono tenore/sassofono soprano
- McCoy Tyner – pianoforte
- Jimmy Garrison – contrabbasso
- Elvin Jones – batteria (in tutte le tracce eccetto la 3)
- Roy Haynes – batteria (solo nella traccia 3)